# Prima Categoria Trentino-Alto Adige 1971-1972
Nella stagione 1971-1972 la Promozione era il quinto livello del calcio italiano (il massimo livello regionale). Tuttavia nel 1971-1972 in Trentino-Alto Adige il massimo livello regionale continuò ad essere la Prima Categoria.
Il campionato è strutturato in vari gironi all'italiana su base regionale, gestiti dai Comitati Regionali di competenza. Promozioni alla categoria superiore e retrocessioni in quella inferiore non erano sempre omogenee; erano quantificate all'inizio del campionato dal Comitato Regionale secondo le direttive stabilite dalla Lega Nazionale Dilettanti, ma flessibili, in relazione al numero delle società retrocesse dal Campionato Interregionale e perciò, a seconda delle varie situazioni regionali, la fine del campionato poteva avere degli spareggi sia di promozione che di retrocessione.

## Girone A

### Classifica
|  |     | Prima Categoria girone A Trentino A.A. 1971-72 | Pt | G  | V  | N  | P  | GF | GS |
|  | --- | ---------------------------------------------- | -- | -- | -- | -- | -- | -- | -- |
|  | 1.  | U.S. Gardolo, Gardolo                          | 40 | 26 | 18 | 4  | 4  | 52 | 20 |
|  | 2.  | U.S. Mori, Mori                                | 39 | 26 | 18 | 3  | 5  | 51 | 18 |
|  | 3.  | U.S. Rinascita, Levico Terme                   | 37 | 26 | 14 | 9  | 3  | 46 | 14 |
|  | 4.  | S.S. Benacense, Riva del Garda                 | 36 | 26 | 16 | 4  | 6  | 46 | 26 |
|  | 5.  | U.S. Fornace, Fornace di Trento                | 31 | 26 | 13 | 5  | 8  | 49 | 42 |
|  | 6.  | U.S. Tione, Tione di Trento                    | 30 | 26 | 12 | 6  | 8  | 45 | 41 |
|  | 7.  | U.S. Settaurense, Storo                        | 26 | 26 | 9  | 8  | 9  | 38 | 37 |
|  | 8.  | U.S. Pieve di Bono, Pieve di Bono              | 24 | 26 | 7  | 10 | 9  | 30 | 34 |
|  | 9.  | U.S. Varone, Varone di Riva del Garda          | 23 | 26 | 10 | 3  | 13 | 30 | 35 |
|  | 10. | U.S. Calliano, Calliano                        | 21 | 26 | 6  | 9  | 11 | 27 | 34 |
|  | 10. | G.S. Torre Franca, Mattarello                  | 21 | 26 | 6  | 9  | 11 | 35 | 50 |
|  | 12. | U.S. Lizzana, Lizzana di Rovereto              | 14 | 26 | 2  | 10 | 14 | 14 | 34 |
|  | 12. | U.S. Aquila, Trento                            | 14 | 26 | 4  | 6  | 16 | 22 | 49 |
|  | 14. | U.S. Tiarno, Tiarno di Sotto                   | 8  | 26 | 1  | 6  | 19 | 19 | 70 |

Verdetti
- Il Gardolo è ammesso allo spareggio per la promozione in Serie D.
- Lizzana, Aquila e Tiarno retrocedono in Seconda Categoria.

## Girone B

### Classifica
|  |     | Prima Categoria girone B Trentino A.A. 1971-72      | Pt | G  | V  | N  | P  | GF | GS |
|  | --- | --------------------------------------------------- | -- | -- | -- | -- | -- | -- | -- |
|  | 1.  | U.S. Anaune, Cles                                   | 46 | 26 | 21 | 4  | 1  | 51 | 17 |
|  | 2.  | U.S. Passirio, Merano                               | 45 | 26 | 19 | 7  | 0  | 56 | 11 |
|  | 3.  | U.S. Rotaliana, Mezzolombardo                       | 32 | 26 | 14 | 4  | 8  | 40 | 22 |
|  | 4.  | U.S.Termeno / Tramin, Termeno sulla Strada del Vino | 29 | 26 | 11 | 7  | 8  | 35 | 34 |
|  | 5.  | U.S. Dolomitica, Predazzo                           | 29 | 26 | 10 | 9  | 7  | 30 | 24 |
|  | 6.  | U.S. Lana, Lana d'Adige                             | 28 | 26 | 10 | 8  | 8  | 28 | 27 |
|  | 7.  | A.S. Laces / Latsch, Laces                          | 23 | 26 | 9  | 5  | 12 | 28 | 38 |
|  | 7.  | U.S. Garibaldina, San Michele all'Adige             | 23 | 26 | 6  | 11 | 9  | 24 | 34 |
|  | 7.  | A.S. Virtus Don Bosco, Bolzano                      | 23 | 26 | 5  | 13 | 8  | 24 | 29 |
|  | 10. | A.C. Mezzocorona, Mezzocorona                       | 20 | 26 | 4  | 12 | 10 | 34 | 44 |
|  | 11. | G.S. Gloria, Bressanone                             | 19 | 26 | 6  | 7  | 13 | 20 | 30 |
|  | 12. | U.S. Latemar, Cavalese                              | 16 | 26 | 4  | 8  | 14 | 32 | 49 |
|  | 12. | A.S. Bressanone, Bressanone                         | 16 | 26 | 4  | 8  | 14 | 17 | 40 |
|  | 14. | S.S.V. Brunico, Brunico                             | 15 | 26 | 1  | 13 | 12 | 28 | 48 |

Verdetti
- L'Anaune è ammessa allo spareggio per la promozione in Serie D.
- Latemar, Bressanone e S.S.V. Brunico retrocedono in Seconda Categoria.
- In seguito, il Latemar è stato riammesso in Prima Categoria.

### Finali per la promozione
Verdetto
- L'Anaune di Cles è promossa in Serie D.